# Lazar Jaramazović
Lazar Jaramazović (Subotica, 28. listopada 1947.) je mačevalački trener i bivši natjecatelj u mačevanju,disciplina sablja, državni reprezentativac. 

## Životopis
Iz hrvatske obitelji, sin Ivana i Mare r. Bajić. Radio je kao elektroničar i elektromehaničar u Sigmi iz Subotice. Mačevanjem se bavi od 1963. godine, a trenirao ga je Eugen Jakobčić. Za reprezentaciju je nastupao od 1966. do 1982. godine. Sudionik SP 1975., balkanskih prvenstava 1981., 1978. i 1979. godine, gdje je broncu osvojio u momčadskoj konkurenciji. Natjecao se na Mediteranskim igrama u Splitu 1979., zajedno sa svojim učenikom Radomirom Drndarskim. Jaramazović je dobio počast nositi olimpijski plamen za OI u Münchenu dok je prolazio kroz Suboticu.
Od 1967. do 1981. osvajao je medalje na državnim prvenstvima. Nekoliko je puta bio državni prvak. Tijekom 1970-ih trenirao je i mlađe kategorije, koje su osvajale naslove državnog prvaka. Natjecateljsku karijeru okončao je 1986. godine,nastupom u Kupu europskih prvaka, nakon čega se u potpunosti posvetio trenerskom poslu. Bio i trener mačevalačkog kluba Spartaka iz Subotice, s kojim je osvojio naslove prvaka 1985. (kao natjecatelj i trener) i 1987. godine. S njime je momčad u sablji MK Spartak u sastavu Radomir Drndarski, Zoltan Kolarik, Vladimir Brajkov i Branislav Nakić osvojila naslov prvaka.
Pokušao je organizirati olimpijski petoboj u Subotici 1989., no nije mu uspjelo jer je taj šport isključen iz programa s OI 1992.
Nakon što je mačevalački klub Spartak Subotica napravio nakon 1991. dvadesetogodišnju stanku, klub je ponovo uspostavljen pod Jaramazovićevim vodstvom 2011. godine. Premda je klub bez vlastitih prostora i slabe financijske potpore, uspio je postići rezultate. Uz osobno financiranje i pomoć roditelja natjecatelja, njegovi su učenici postigli zapažene rezultate u mladim i seniorskim kategorijama (Marko Kljajić, Luka Tikvicki).
Od 2010. do 2011. trenirao je mačevalačku reprezentaciju Srbije. 
Bavi se i športskim ribolovom. Dužnosnik je vojvođanskih i subotičkih športskoribolovnih organizacija.
Tematski je obrađen u Leksikonu podunavskih Hrvata – Bunjevaca i Šokaca
Dobitnik je više nagrada i priznanja:
- športaš grada Subotice 1972., 1973. i 1974.
- športaš grada SDŽ Spartak Subotica
- zlatne plakete subotičkog Spartaka, SOFK-e, Mačevalačkog saveza Jugoslavije, grada Subotice

## Vanjske poveznice
- Mačevalački klub Spartak Subotica, trener Lazar Jaramazović